# 蒙特米尼亚约
蒙特米尼亚约（義大利語：Montemignaio）是意大利阿雷佐省的一个市镇。总面积26.06平方公里，人口614人，人口密度23.6人/平方公里（2009年）。ISTAT代码为051023。